# Sanopus barbatus
Sanopus barbatus is een straalvinnige vis uit de familie van kikvorsvissen (Batrachoididae), orde Batrachoidiformes, die voorkomt in het westen van de Atlantische Oceaan.

## Anatomie en leefwijze
Sanopus barbatus kan een maximale lengte bereiken van 41 cm.
Het is een zoutwatervis die voorkomt in een tropisch klimaat.

## Relatie tot de mens
Sanopus barbatus is voor de visserij van beperkt commercieel belang. De soort komt niet voor op de Rode Lijst van de IUCN.